# Shasta Lake
Shasta Lake és una població dels Estats Units a l'estat de Califòrnia. Segons el cens del 2007 tenia 10.293 habitants.

## Demografia
Segons el cens del 2000, Shasta Lake tenia 9.008 habitants, 3.391 habitatges, i 2.377 famílies. La densitat de població era de 318,8 habitants/km².
Dels 3.391 habitatges en un 34,3% hi vivien nens de menys de 18 anys, en un 48,5% hi vivien parelles casades, en un 15,8% dones solteres, i en un 29,9% no eren unitats familiars. En el 23,7% dels habitatges hi vivien persones soles el 10,6% de les quals corresponia a persones de 65 anys o més que vivien soles. El nombre mitjà de persones vivint en cada habitatge era de 2,64 i el nombre mitjà de persones que vivien en cada família era de 3,09.
Per edats la població es repartia de la següent manera: un 28,8% tenia menys de 18 anys, un 7,9% entre 18 i 24, un 27,3% entre 25 i 44, un 22,9% de 45 a 60 i un 13,1% 65 anys o més.
L'edat mediana era de 36 anys. Per cada 100 dones de 18 o més anys hi havia 93,2 homes.
La renda mediana per habitatge era de 26.275 $ i la renda mediana per família de 33.010 $. Els homes tenien una renda mediana de 31.418 $ mentre que les dones 20.951 $. La renda per capita de la població era de 13.678 $. Entorn del 16,5% de les famílies i el 20,1% de la població estaven per davall del llindar de pobresa.

## Poblacions més properes
El següent diagrama mostra les poblacions més properes.